# Чавес, Хосе
Хосе Карлос Чавес Иннекен (исп. José Carlos Chaves Innecken; род. 3 сентября 1958, Атенас, Коста-Рика) — коста-риканский футболист. Участник чемпионата мира по футболу 1990 года.

## Карьера

### Клубная карьера
После трёх лет, проведённых в юношеской команде «Саприссы», в 1980 году Чавес подписал контракт с «Алахуэленсе», за который отыграл 10 сезонов и стал трёхкратным чемпионом Коста-Рики. В 1990 году перешёл в «Интер» из Братиславы. После двух сезонов, проведённых в Чехословакии, вернулся на родину и в составе «Эредиано» ещё раз стал чемпионом своей страны.

### Карьера в сборной
Дебют Чавес за сборную Коста-Рики состоялся 17 июля 1988 года. Перед началом чемпионата мира в Италии он заявил о том, что приостанавливает выступления за национальную команду в связи с конфликтом с главным тренером Марвином Родригесом. Это побудило Федерацию футбола Коста-Рики отстранить Родригеса от команды; новый главный тренер «Los Ticos» югослав Бора Милутинович включил Чавеса в список игроков ЧМ-1990, на котором он отыграл все 4 игры костариканцев.
Последней игрой Чавеса за сборную стал поединок против Норвегии 27 марта 1994 года.

## Достижения
«Алахуэленсе»
- Чемпион Коста-Рики (3): 1980, 1983, 1984

«Эредиано»
- Чемпион Коста-Рики: 1992/93

Коста-Рика
- Чемпион наций КОНКАКАФ: 1989